# My Melody
My Melody é uma personagem de mídia japonesa criada pela Sanrio em 1975. Juntamente com Hello Kitty, ela figura entre as marcas mais populares da empresa aparecendo em diversos produtos e animações.
Ela é conhecida por ser uma coelha branca que sempre usa um capuz rosa com o formato de suas orelhas. Seus principais amigos são o rato Flat e a ovelha My Sweet Piano.

## História
A personagem foi introduzida em 1975 com as primeiras mercadorias sendo vendidas no final do mesmo ano. No início, tal como Hello Kitty, era um personagem voltada para crianças, mas com o tempo tornou-se popular entre várias gerações, e muitos produtos para adultos também passaram a ser vendidos.
A princípio, ela foi concebida como uma versão coelho da Chapeuzinho Vermelho, inclusive carregando esse nome até que em 1976 recebeu o nome de "My Melody", e depois disso, não houve muita ligação direta com "Chapeuzinho Vermelho" na personagem, com outros personagens coadjuvantes sendo introduzidos com o tempo. Os primeiros produtos da My Melody a mostravam apenas com capuz vermelho, mas em 1977 foi introduzido o capuz rosa. Por muito tempo depois disso, o rosa foi a cor dominante, voltando a ser vermelho ocasionalmente.
Em 2005, a personagem ganhou seu próprio anime solo Onegai My Melody, onde introduziu a rival Kuromi que posteriormente tornou-se uma marca própria na Sanrio. O anime inspirou um jogo para Nintendo DS chamado Onegai My Melody: Yume no Kuni no Daibouken (おねがいマイメロディ～夢の国の大冒険～).

## Aparições nas mídias
A primeira aparição de My Melody em animação foi no desenho animado americano da Hello Kitty produzido pela DIC Entertainment Hello Kitty's Furry Tale Theater de 1987 marcando sua estreia também como melhor amiga e coadjuvante da Hello Kitty.
Posteriormente ela se tornou protagonista solo do curta-metragem em anime My Melody no Akazukin (マイメロディの赤ずきん) de 1989 retratando ela como Chapeuzinho Vermelho pela única vez em animação.
Posteriormente, ela retorna a ser coadjuvante de Hello Kitty em outras duas animações norte-americanas nos anos 2000, a série em stop-motion Hello Kitty: Vila da Floresta de 2004 e a animação em CGI As Aventuras de Hello Kitty e Amigos de 2008, em ambas sendo desenhada sem boca e com o capuz vermelho.
Em 2005, teve sua primeira série de animação solo intitulada Onegai My Melody, que teve mais 3 temporadas intituladas Onegai My Melody ~KuruKuru Shuffle~ em 2006, Onegai My Melody Sukkiri♪︎ em 2007 e Onegai My Melody Kirara★ em 2008. Essa série se tornou popular suficiente pra Sanrio investir em outros animes pra televisão com seus personagens nos anos seguintes, além de ter sido responsável por personagens como Kuromi e My Sweet Piano que se tornaram marcas próprias posteriormente.
Atualmente ela aparece como uma das personagens principais na websérie da Hello Kitty de 2020 Hello Kitty and Friends Supercute Adventures, retornando mais uma vez a ser amiga de Hello Kitty.

## Série de My Melody na Netflix
Em 2025, a Sanrio, em parceria com a Netflix, lançará uma série de stop-motion intitulada My Melody & Kuromi. A série estreia em 24 de julho de 2025 e contará com 12 episódios, cada um com aproximadamente 13 minutos de duração.

## Sinopse
A série segue My Melody, uma coelha branca e alegre, e Kuromi, sua rival auto-proclamada, que apesar de parecer uma travessa, tem um lado fofinho e feminino. As duas personagens se unem para enfrentar uma crise que ameaça a cidade de Mariland, onde elas vivem. My Melody abre uma loja de bolos, enquanto Kuromi tenta descobrir o segredo dos bolos de My Melody para competir em um concurso de doces.

### Detalhes da Produção
- Diretor: Tomoki Misato

- Roteiro: Shuko Nemoto

- Música Tema: "Kawaii (Prod. Gen Hoshino)" por LE SSERAFIM

- Produção: TORUKU from WIT STUDIO

## Popularidade
My Melody foi fortemente popular nos primeiros anos até sofrer um declínio no interesse do público japonês no final dos anos 80. No entanto por volta de 1997 junta de Hello Kitty recuperou popularidade entre o público adolescente.

Em 2010, o The New York Times disse que My Melody foi "moderadamente bem-sucedido" em termos de popularidade, mas não mostrou sinais de alcançar a popularidade global de Hello Kitty. My Melody foi a número um no Sanrio Character Rankings em 2010 e 2011. Em 2019 ela foi a segunda personagem mais lucrativa da Sanrio, depois de Hello Kitty.